# Vatica
|  | Aquest article tracta sobre el gènere de plantes. Si cerqueu la ciutat estat, vegeu «Ciutat del Vaticà». |

Vatica és un gènere de plantes amb flor dins la família de les dipterocarpàcies (Dipterocarpaceae).

## Particularitats
La majoria de les espècies són arbres de la selva pluvial.

## Taxonomia
| - Vatica affinis Thwaites - Vatica albirams Slooten - Vatica badiifolia P.S. Ashton - Vatica bantamensis (Hassk.) Benth. i Hook.ex Miq. - Vatica bella Slooten - Vatica borneensis Burck - Vatica brevipes P.S. Ashton - Vatica brunigii P.S. Ashton - Vatica cauliflora P.S. Ashton - Vatica chartacea P.S. Ashton - Vatica chinensis Linn - Vatica cinerea King - Vatica compressa P.S. Ashton - Vatica congesta P.S. Ashton - Vatica coriacea P.S. Ashton - Vatica cuspidata (Ridley) Sym. - Vatica diospyroides Sym. - Vatica dulitensis Sym. - Vatica elliptica Foxw. - Vatica endertii Slooten - Vatica flavida Foxw. - Vatica flavovirens Sloot. - Vatica glabrata P.S. Ashton - Vatica globosa P.S. Ashton - Vatica granulata Slooten - Vatica guangxiensis S.L. Mo - Vatica havilandii Brandis - Vatica heteroptera Sym. - Vatica hullettii (Ridley) P.S. Ashton - Vatica lanceaefolia Bl. - Vatica lobata Foxw. - Vatica lowii King | - Vatica maingayi Dyer - Vatica mangachapoi Blanco - Vatica maritima Sloot. - Vatica micrantha Slooten - Vatica nitens King - Vatica oblongifolia Hook.f. - Vatica obovata Sloot. - Vatica obscura Trimen - Vatica odorata (Griff.) Symington - Vatica pachyphylla Merr. - Vatica pallida Dyer - Vatica parvifolia P.S. Ashton - Vatica patentinervia P.S. Ashton - Vatica pauciflora (Korth.) Blume - Vatica pedicellata Brandis - Vatica pentandra P.S. Ashton - Vatica perakensis King - Vatica philastraena Pierre - Vatica rassak (Korth.) Blume - Vatica ridleyana Brandis - Vatica rotata P.S. Ashton - Vatica rynchocarpa Ashton - Vatica sarawakensis Heim - Vatica scortechinii (King) Brandis - Vatica soepadmoi Ashton - Vatica stapfiana (King) Sloot. - Vatica teysmanniana Burck - Vatica umbonata (Hook.f.) Burck - Vatica venulosa Blume - Vatica vinosa P.S. Ashton - Vatica xishuangbannaensis G.D. Tao i J.H. Zhang |